# جون ستيوارت جونيور
جون ستيوارت جونيور (بالإنجليزية: John Stuart)‏ هو شخصية أعمال أمريكي، ولد في 1912، وتوفي في 25 أبريل 1997.